# Championnat de Pologne de football de deuxième division 2016-2017
Navigation
I liga 2015-2016 I liga 2017-2018
La saison 2016-2017 du championnat de Pologne de football de deuxième division est la 69e saison de l'histoire de la compétition et la 9e sous l'appellation « I liga ». Ce championnat oppose dix-huit clubs polonais en une série de trente-quatre rencontres, disputées selon le système aller-retour où les différentes équipes s'affrontent une fois par phase, et où les deux premiers gagnent le droit d'accéder à la première division l'année suivante.

## Compétition

### Classement
| Rang | Équipe                       | Pts  | J  | G  | N  | P  | Bp | Bc | Diff |
| ---- | ---------------------------- | ---- | -- | -- | -- | -- | -- | -- | ---- |
| 1    | Sandecja Nowy Sącz           | 61   | 34 | 18 | 7  | 9  | 50 | 29 | +21  |
| 2    | Górnik Zabrze R              | 58   | 34 | 17 | 7  | 10 | 53 | 34 | +19  |
| 3    | Zagłębie Sosnowiec           | 57   | 34 | 16 | 9  | 9  | 53 | 44 | +9   |
| 4    | Miedź Legnica                | 57   | 34 | 16 | 9  | 9  | 49 | 27 | +22  |
| 5    | Chojniczanka Chojnice        | 56   | 34 | 13 | 17 | 4  | 54 | 48 | +6   |
| 6    | Olimpia Grudziądz            | 56   | 34 | 17 | 5  | 12 | 48 | 35 | +13  |
| 7    | GKS Katowice                 | 54   | 34 | 15 | 9  | 10 | 47 | 32 | +15  |
| 8    | Podbeskidzie Bielsko-Biała R | 53   | 34 | 14 | 11 | 9  | 40 | 39 | +1   |
| 9    | Wigry Suwałki                | 52   | 34 | 15 | 7  | 12 | 51 | 45 | +6   |
| 10   | Stal Mielec P                | 45   | 34 | 12 | 9  | 13 | 39 | 42 | -3   |
| 11   | Pogoń Siedlce                | 44   | 34 | 13 | 5  | 16 | 34 | 46 | -12  |
| 12   | Chrobry Głogów               | 43   | 34 | 12 | 7  | 15 | 50 | 50 | 0    |
| 13   | Stomil Olsztyn               | 37-3 | 34 | 9  | 13 | 12 | 48 | 50 | -2   |
| 14   | GKS Tychy P                  | 37   | 34 | 10 | 7  | 17 | 42 | 52 | -10  |
| 15   | Bytovia Bytów                | 35   | 34 | 8  | 11 | 15 | 38 | 47 | -9   |
| 16   | Wisła Puławy P               | 33   | 34 | 7  | 12 | 15 | 33 | 49 | -16  |
| 17   | Znicz Pruszków P             | 30   | 34 | 8  | 6  | 20 | 35 | 64 | -29  |
| 18   | MKS Kluczbork                | 25   | 34 | 4  | 13 | 17 | 35 | 66 | -31  |

| Légende : Promotions et relégations | Légende : Promotions et relégations                              |
| ----------------------------------- | ---------------------------------------------------------------- |
|                                     | Promotion en Ekstraklasa : 1er et 2e                             |
|                                     | Barrage de relégation : 15e                                      |
|                                     | Relégation en II liga : 16e, 17e et 18e                          |
|                                     | R : Relégué de première division P : Promu de troisième division |

### Matches de barrage
Ces deux matches, disputés selon le système aller-retour, opposeront le 15e du championnat au 4e de troisième division. Bytovia Bytów gagne contre Radomiak Radom sur un score cumulé de 4 à 2 (4-0, 0-2) et reste en deuxième division.